# Внутренние Сейшельские острова
Сейшельские острова (англ. Granitic Seychelles) — группа островов в Индийском океане, входящая в состав Республики Сейшельские Острова (куда кроме того входят ещё несколько групп островов, объединяемых под названием Внешние острова). Соответственно эта группа островов часто называется также Внутренними островами.
Собственно Сейшельские острова расположены на Сейшельской возвышенности, представляющей собой северную часть Маскаренского хребта (Mascarene Plateau).
Известны 44 острова, входящих в эту группу. Из них 2 острова, расположенных к северу от остальной части островов, являются коралловыми:
- Бёрд (Ile aux Vaches / Bird Island)
- Денис (Ile Denis)

Остальные острова сложены из гранита, в противоположность Внешним островам, в геологическом отношении являющихся коралловыми. В отличие от внешних коралловых островов собственно Сейшельские гранитные острова богаты плодородными почвами, для них характерен богатый растительный и животный мир. На них сосредоточено большинство населённых пунктов и практически вся хозяйственная деятельность Республики.

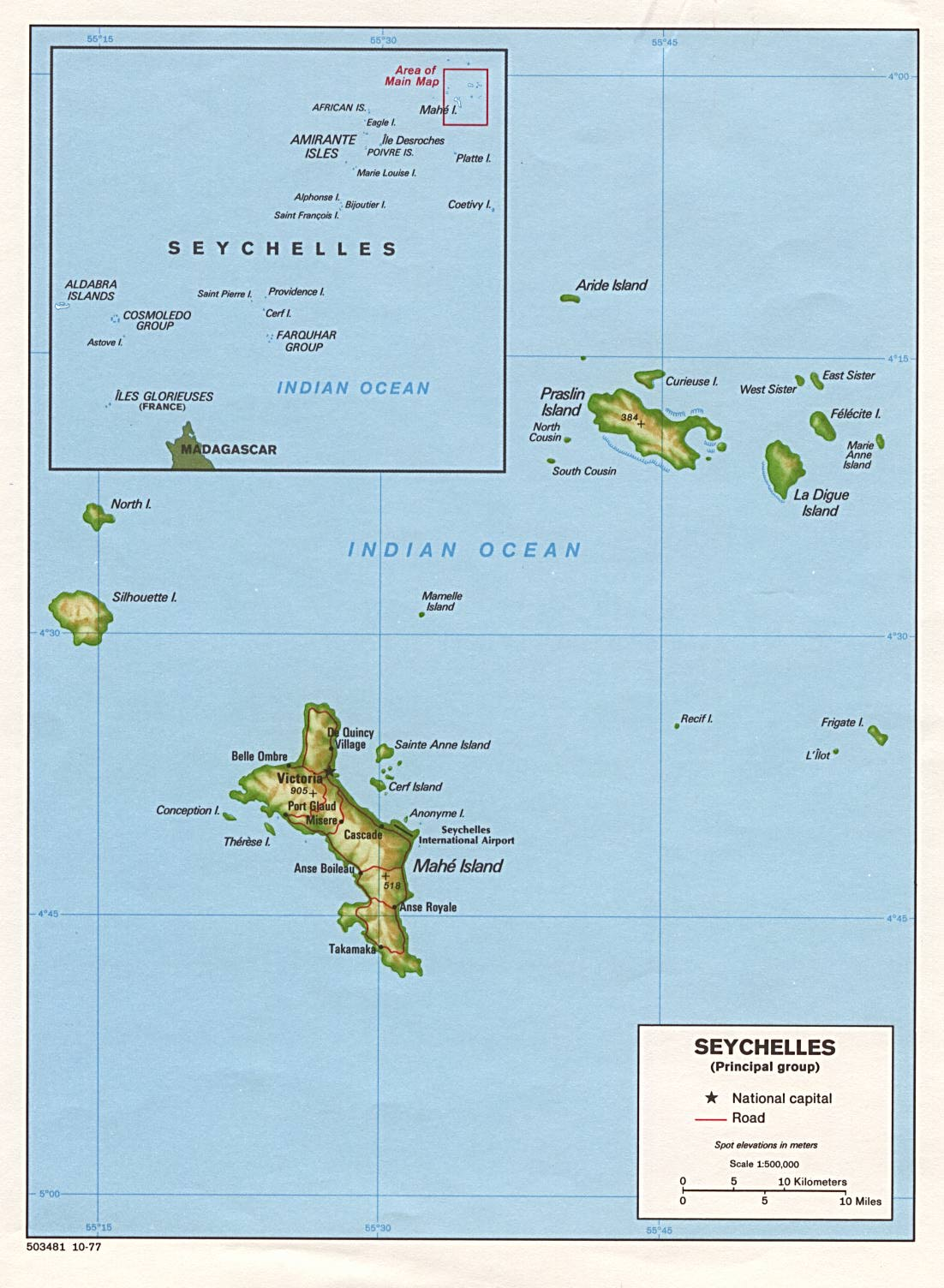
Собственно Сейшельские острова

- Маэ (Mahé) — крупнейший из островов Сейшельского архипелага
  - острова вдоль юго-западного берега
    - Консепшен (Conception)
    - Терез (Thérèse)
    - Л’Ислет (L’Islette)
    - Ваш-Марин (Ile aux Vaches (Marines))

  - острова вдоль северо-восточного берега
    - Одул (Hodoul)
    - группа островов Сент-Анн
      - Сент-Анн (Ste. Anne)
      - Серф (Cerf / Ile au Cerf)
        - Каше (Cachée / Faon Islet)

      - Лонг (Long / Ile Longue)
      - Муайен (Moyenne)
      - Раунд (Ронд) (Round / Ile Ronde)
      - Бикон (Сеш) (Beacon / Ile Sèche)

    - Аноним (Anonyme)
    - Рат (Rat)
      - Шов-Сури (Chauve Souris)

- Западные Внутренние острова
  - Силуэт (Silhouette) — к северо-западу от Маэ
  - Норт (North Island / Ile du Nord)

- Мамель (Mamelles) — небольшой остров между Маэ и Прасленом

- Северо-восточные Внутренние острова
  - Арид (Aride)
  - Буби (Иль-о-Фу) (Booby / Ile aux Fous)
  - Праслен (Praslin)
    - Норт-Казин (Cousin / Cousin N.)
    - Саут-Казин (Cousine / Cousin S.)
    - Кюрьёз (Curieuse)
    - Шов-Сури (Жанет) (Chauve Souris / Jeanette Island)
    - Сен-Пьер (St. Pierre)
    - Раунд (Ронд) (Round / Ile Ronde)

  - Ла-Диг (La Digue)
    - Ла-Фуш (Ile La Fouche)

  - Фелисите (Félicité)
    - Коко (Cocos / Ile aux Cocos)
    - Мэри-Анн (Marianne)
    - Уэст-Систер (Птит-Сёр) (Petite Sœur)
    - Ист-Систер (Гранд-Сёр) (Grand Sœur)

- Восточные Внутренние острова
  - Фрегат (Frégate)
  - Л’Ило Фрегат (L’Ilot Frégate)
  - Ресиф (Récif / Ile aux Récifs)

- Острова, точное местоположение которых неизвестно
  - Харрисон-Рокс (Гран-Роше) (Harrison Rocks / Grand Rocher)
  - Л’Ило (L’Ilot)
  - Сури (Souris)
  - Заве (Zavé)